# Абдуллина, Карина Абрековна
Карина Абрековна Абдуллина (тат. Карина Абрек Кызы Абдуллина; каз. Карина Абрекқызы Абдуллина; 13 января 1976, Алма-Ата, Казахская ССР) — казахстанская певица. Заслуженный деятель Казахстана (2013).

## Биография
Профессиональный музыкант в третьем поколении. Мать Ольга Львова была пианисткой, всю жизнь проработала ведущим концертмейстером оперного театра. Отец Заур (Абрек) Абдуллин — певец-баритон, окончил московскую консерваторию в классе профессора Батурина, работал в опере солистом, исполнял ведущие партии. Отец Заура (Абрека) — Ришат Абдуллин (народный артист СССР, баритон). Дядя Заура (Абрека) — Муслим Абдуллин (Народный артист КазССР, тенор). Вместе были известны как братья Абдуллины, и явились одними из основоположников оперного искусства в Казахстане. В 6 лет Карина поступила на учёбу в Республиканскую специальную музыкальную школу имени Куляш Байсеитовой, где проучилась 11 лет по классу фортепиано. После школы окончила Алма-атинскую государственную консерваторию имени Курмангазы также по классу фортепиано. Неоднократно выступала как солистка с оркестром, а также в качестве концертмейстера с вокалистами и инструменталистами. С 14 лет начала петь, в 17 лет стала обладательницей Гран-при всесоюзного телевизионного конкурса «Утренняя звезда» в Москве.

## Творчество
С 1992 года являлась солисткой популярного дуэта «Мюзикола». Вместе со своим коллегой по группе, гитаристом Булатом Сыздыковым стала известной не только в Казахстане, но и во всём СНГ. В составе дуэта Абдуллина заняла первое место на международном конкурсе популярной музыки «Big Apple music 96», который ежегодно проходит в Нью-Йорке. За 24 года совместной деятельности музыканты сочинили и записали около ста оригинальных песен и выпустили 18 альбомов и сборников.
В 2008 году Абдуллина дебютировала в кино — была приглашена на главную женскую роль в исторической киноленте режиссёра Сатыбалды Нарымбетова «Мустафа Шокай».
В 2009 году Абдуллина опубликовала первую книгу стихов «Девушка-мечта». В сборник вошло 27 стихотворений певицы, проиллюстрированные её фотографиями. За этот сборник была удостоена премии фонда первого президента Республики Казахстан. В 2011 году Абдуллина написала слова и музыку гимна МЧС России по заказу ведомства
С октября 2011 года по декабрь 2012 выпустила 60 авторских программ «Неслучайные встречи» на казахстанском телеканале «Мадениет» (Культура). Также выпустила 102 авторские программы «Диалог» на казахстанском радио «Классика».
13 декабря 2013 года в Астане Президент Казахстана Нурсултан Назарбаев присвоил Абдуллиной почётное звание заслуженного деятеля Республики Казахстан. Этого звания певица была удостоена за большой вклад в развитие культуры и искусства Казахстана.
1 февраля 2014 года Абдуллина в составе дуэта «Мюзикола» впервые в истории Казахстана исполнила национальный гимн на боксёрском ринге в Монте-Карло перед боем казахстанского боксёра Геннадия Головкина..
В июле 2014 года стала официальным голосом национального авиаперевозчика Казахстана — «Эйр Астана». Озвучила все бортовые тексты на казахском и русском языках.
В 2016 году дуэт «Мюзикола» прекратил своё существование в связи со внезапной смертью Булата Сыздыкова. Являясь автором большинства песен коллектива, Абдуллина продолжает выступать сольно.В феврале 2018 года вышел альбом «Приезжай», в который вошли песни на казахском, русском и армянском языках.
В ноябре 2021 года в театре «Астана балет» в столице Казахстана городе Нур-Султан состоялась премьера балета «Арканы судьбы», музыку и либретто к которому сочинила Карина Абдуллина.
6 и 7 октября 2023 года на сцене театра "Астана балет" в столице Казахстана состоялась премьера первого детского казахского балета-сказки "От кыз", музыку к которому написала Карина Абдуллина. 

## Личная жизнь
Первый брак был заключён 5 марта 2004 года с капитаном воздушного судна, лётчиком из Алма-Аты, с которым встречалась 4 года до их свадьбы, закончился разводом. В 29 августе 2007 года Карина Абдуллина во второй раз вышла замуж за Низами Мамедова — главу департамента национальных проектов казахстанской компании «Меломан».. В 2012 году пара развелась.
12 мая 2015 года у Абдуллиной родился сын Альберт. Певица родила в роддоме Private Clinic Almaty.
Карина Абдуллина состоит в законном браке. Её супруг по профессии врач, по национальности он наполовину иранец, наполовину испанец. У пары растёт сын Альберт.

## Дискография
- «Девочка в платьице белом» — 1996
- «Иллюзия»[22] (кассета) — 1998
- «Я не забуду тебя» — 2000
- «Арман жолдар» (сингл) — 2001
- «Песни» (сборник) — 2002
- «Между Алматой и Москвой» — 2003
- «Горький шоколад» — 2004
- «Арман жолдар» — 2005
- «Musicola. The Best» (СD + DVD) — 2006
- «Арман жолдар» + новая песня «Көк өрік» (переиздание) — 2007
- «Певица и саксофон» (песни Карины Абдуллиной в исполнении других артистов) — 2007
- «Как всегда» — 2008[23]
- «Арман жолдар» + 3 новые песни (переиздание) — 2011
- «Voice of the Heart» — 2012
- «Огонёк» — 2013[24]
- «Лучшие песни» (сборник на двух CD) — 2015
- «Deeply in love» (Карина Абдуллина) — 2015
- Musicola. Коллекция (девять CD 1995−2016 гг.) — 2017
- «Приезжай» (Карина Абдуллина) — 2018
- «Королева грусти» (Карина Абдуллина) — 2019
- «Прошлого нет» (Карина Абдуллина) — 2021
- «Tarot. Senior Arcana» (Karina Abdullina) — музыка к балету "Арканы судьбы" 2021
- «Тугандар» (Карина Абдуллина) — сборник песен 2022
- «Принцесса травы» (Карина Абдуллина) — музыка к балету "От кыз" 2023